# اتفاقية مونتريال
اتفاقية توحيد بعض قواعد النقل الجوي الدولي المعروفة أيضا باسم اتفاقية مونتريال هي معاهدة متعددة الأطراف تم اعتمدها في اجتماع دبلوماسي من الدول الأعضاء في منظمة الطيران المدني الدولي في عام 1999. عدلت أحكام هامة من النظام المتعلق بالتعويض في اتفاقية وارسو لضحايا الكوارث الجوية. محاولات الاتفاقية لإعادة التوحيد والقدرة على التنبؤ من القواعد المتعلقة بالنقل الدولي للركاب والأمتعة والبضائع. مع الحفاظ على الأحكام الأساسية التي خدمت مجتمع النقل الجوي الدولي لعدة عقود (أي اتفاقية وارسو) فإن المعاهدة الجديدة تحقق التحديث في عدد من المجالات الرئيسية لأنها تحمي الركاب من خلال إدخال نظام للمسؤولية من مستويين الذي يلغي الشرط السابق لإثبات الإهمال المتعمد من قبل الناقل الجوي للحصول على أكثر من 75 ألف دولار كتعويض والتي ينبغي القضاء عليها أو الحد من التقاضي الذي طال أمده.

## الخسائر
بموجب اتفاقية مونتريال فإن شركات النقل الجوي عرضة بدقة عن الأضرار التي ثبتت حتى 1131 من حقوق السحب الخاصة (محدث بين 1000 بتاريخ 31 ديسمبر 2009) وهو مزيج من قيم العملات التي وضعها صندوق النقد الدولي ما يقرب من 1380 دولار أمريكي في الركاب في وقت التصديق عليها من قبل الولايات المتحدة في عام 2003 (اعتبارا من شهر سبتمبر عام 2014 حوالي 1693 دولار أمريكي). حيث غطت الأضرار أكثر من 1131 من حقوق السحب الخاصة وتجنب خطوط الطيران المسؤولية عن طريق اثبات ان الحادث الذي تسبب في الإصابة أو الموت كان لا يرجع إلى الإهمال أو يعزى إلى الإهمال من طرف ثالث. هذا الدفاع غير متوفر حيث سعى أضرار من أقل من 1131 حقوق السحب الخاصة. عدلت الاتفاقية أيضا على الأحكام القضائية لاتفاقية وارسو والآن يسمح للضحية أو أسرهم مقاضاة شركات أجنبية ويتطلب من جميع شركات النقل الجوي دفع قيمة التأمين حسب مسئوليتهم.
اتفاقية مونتريال عدلت الالتزامات التي يتعين دفعها للأسر عن الوفاة أو الإصابة بينما الراكب على متن طائرة.

## عدم وجود تعويض للإصابة النفسية
ترفض الاتفاقية دفع أي تعويضات عن الضرر النفسي أو الضرر ما لم يرتبط ارتباطا وثيقا بإصابات جسدية. الإصابة النفسية البحتة ليست مؤهلة للحصول على تعويض مما عرضها لانتقادات من المصابين في حوادث الطائرة والخبراء القانونيين وأسرهم.

### أستراليا
أستراليا تغير قانونها وذلك لتتناسب مع اتفاقية مونتريال بما في ذلك في بعض من المواد التالية:
- إزالة كل ما يشير إلى «إصابة شخصية» واستبدالها «الإصابات الجسدية» بموجب قانون كاسل لضمان الاتساق مع اتفاقية مونتريال 1999 بشأن الرحلات الجوية الدولية.
- بانتفاء المطالبين المحتملين من المطالبة بالتعويض عن إصابات الأمراض العقلية حيث إذا الشخص لم يعاني من ضرر شخصي أو ممتلكات إضافية.

عضو مجلس الشيوخ الأسترالي المستقل نيك زينوفون قدم مشروع قانون للبرلمان الأسترالي مايو 2015 من أجل السعي إلى حماية حقوق الناجين من حوادث تحطم الطائرات في الحصول على تعويض عن الصدمات النفسية.
البرنامج التلفزيوني الأسترالي الرائد عرض حلقة على قناة أيه بي سي حيث ركز على الظلم والاستبعاد بشأن الإصابة النفسية في 23 مارس 2015 وتم استضافة كارين كيسي ممرضة أصيب بمرض نفسي عندما تحطمت طائرتها قبالة مياه جزيرة نورفولك.

## ضياع الأمتعة
تزيد اتفاقية مونتريال عموما من المسؤولية القصوى لشركات الطيران للأمتعة المفقودة الثابتة المبلغ. يطلب ذلك من شركات الطيران تعويض المسافرين بالكامل بأن يتم تسليم تكلفة بنود استبدال شراؤها حتى الأمتعة إلى حد أقصى قدره 1131. في 21 يوما يعتبر أي تأخير للأمتعة المفقودة حتى لو كانت شركة طيران تسلم عليه بعد تلك الفترة.

### تعطيل الركاب ومعدات التنقل
الحد من التعويض عن الأضرار التي لحقت الأمتعة إلى 1131 يعني أن قيمة معدات التنقل تضررت كثيرا في بعض الأحيان مما يؤدي إلى تتجاوزها بشكل كبير التعويض المتاح بموجب اتفاقية مونتريال في حين أن تأثير الخسارة ولو مؤقتا على معدات التنقل يضع الركاب المعاقين في زيادة كبيرة بالمقارنة مع الركاب الآخرين الذين يعانون أضرارا الأمتعة.
الاتحاد الأوروبي في «الاتصالات على نطاق مسؤولية شركات النقل الجوي والمطارات في حال دمرت أو تضررت أو فقدت معدات تنقل الركاب مع قلة الحركة عند السفر جوا» ويلاحظ هذا العيب فيما يتعلق ب«حقوق الأشخاص ذوي الإعاقة والأشخاص ذوي إعاقة حركية عند السفر جوا».
يشير تقرير الاتحاد الأوروبي أن الولايات المتحدة تحت قانون الناقل الجوي وكندا تحت الجزء السابع من لوائح النقل الجوي اتخذت إجراءات لإجبار شركات الطيران لتغطية كامل تكاليف الأضرار التي لحقت معدات التنقل كشرط للسماح لشركة طيران للعمل في مجالها الجوي والملاحظات التي أبداها الاتحاد الأوروبي إلى اتخاذ خطوات مماثلة إذا كانت الواجبات الإضافية المفروضة على شركات الطيران التي كتبها لا حل لها.

## التصديقات
اعتبارا من فبراير 2015 فإن هناك 111 عضو في الاتفاقية وشملت 110 من الدول الأعضاء في الايكاو البالغ عددهم 191 بالإضافة إلى الاتحاد الأوروبي. الدول التي صدقت تمثل 109 دولة عضو في الأمم المتحدة بالإضافة إلى جزر كوك. تشمل الدول الأخرى التي صدقت الأرجنتين وأستراليا والبرازيل وكندا والصين وجميع الدول الأعضاء في الاتحاد الأوروبي والهند وإسرائيل واليابان وكوريا الجنوبية وماليزيا والمكسيك ونيوزيلندا والنرويج وباكستان والسعودية وسنغافورة وجنوب أفريقيا وسويسرا وتركيا وأوكرانيا والإمارات والولايات المتحدة.
والكويت.